# Noshornsbaggar
Noshornsbaggar, Dynastinae, är en underfamilj till skalbaggsfamiljen bladhorningar, Scarabaeidae. Skalbaggar från familjen återfinns i hela världen, men mest i amerikanska tropiska områden. Familjen omfattar mer än 1000 arter, varav en finns i Sverige, noshornsbagge. Arterna är relativt stora och ofta brunglänsande eller svartglänsande. Världens största skalbagge herkulesbagge ingår i familjen. Hanarna har hos flertalet arter hornlika utskott på huvudet. Arternas larver lever bland annat i gamla träd och i multnande växtmaterial.